# Highland Acres
Highland Acres è un census-designated place (CDP) degli Stati Uniti, situato nella Contea di Kent, nello stato del Delaware. L'insediamento fa parte dell'area micropolitana di Dover. La popolazione nel censimento del 2000 era di 3.379 abitanti.

## Geografia fisica
Secondo i rilevamenti dello United States Census Bureau, il CDP di Highland Acres si estende su una superficie totale di 4.1 km², dei quali 4,0 km² sono occupati da terre, mentre 0,1 km² sono occupati da acque, e corrispondono al 2,50% dell'intero territorio.

## Popolazione
Secondo il censimento del 2000, a Highland Acres vivevano 3.379 persone, ed erano presenti 1.005 gruppi familiari. La densità di popolazione era di 836,3 ab./km². Nel territorio comunale si trovavano 1.293 unità edificate. Per quanto riguarda la composizione etnica degli abitanti, l'82,84% era bianco, l'11,45% era afroamericano, lo 0,38% era nativo, e il 2,57% era asiatico. Il restante 2,75% della popolazione appartiene ad altre razze o a più di una. La popolazione di ogni razza proveniente dall'America Latina corrisponde al 2,57% degli abitanti.
Per quanto riguarda la suddivisione della popolazione in fasce d'età, il 24,4% era al di sotto dei 18, il 7,0% fra i 18 e i 24, il 23,8% fra i 25 e i 44, il 30,8% fra i 45 e i 64, mentre infine il 14,0% era al di sopra dei 65 anni di età. L'età media della popolazione era di 42 anni. Per ogni 100 donne residenti vivevano 92,9 maschi.